# 鬱岳
鬱岳（うつだけ）もしくは欝岳（うつだけ）またはウッツ岳（ウッツだけ）は、北海道の紋別市と紋別郡興部町と紋別郡西興部村と紋別郡滝上町の4市町村にまたがる標高818.3メートルの山。山頂には一等三角点「欝岳」が設置されている。

## 概要
北見山地を構成する一峰で、山体は4市町村にまたぐが、山頂自体は興部町と滝上町の2町界にある。独立峰で裾野は斜里岳や羊蹄山などに匹敵する大きな山体であり、標高は低いが山頂からは大雪山系やオホーツク海などを望むことができる時もある。山名は「鬱」と「欝」の2通り存在し、人によってどちらを使うか分かれるが、地形図では両方とも使用されている。山名の由来は鬱岳東側を流れる渚滑川支流のウツツ川であり、かつては「ウツツ岳」と記載されていたが、「ウツツ」の由来に関しては諸説ある。

## 登山
登山道は存在しない。主なルートは、八号の沢川沿いの林道、もしくは於達辺川沿いの林道を進む。これらの林道は途中で車両通行止めとなる。両林道が合流した後の標高約400メートル程で於達辺川に到着し、そこから入渓して登山する。林道からは標高差約400メートル、距離1キロメートル余と長くはないが、沢登りや藪漕ぎを強いられる。そのため一般向けの山ではない。